# گی مونتانیه
گی مونتانیه (فرانسوی: Guy Montagné‎؛ زادهٔ ۶ مارس ۱۹۴۸) بازیگر و مجری رادیو اهل فرانسه است. وی از سال ۱۹۷۴ میلادی تاکنون مشغول فعالیت بوده‌است.
از فیلم‌ها یا برنامه‌های تلویزیونی که وی در آن نقش داشته‌است، می‌توان به شبح آزادی، میل مبهم هوس، رازهای تخصصی دکتر آفلگلوک و بانو اشاره کرد.